# Wahlen 1823
◄ | 1820 | 1821 | 1822 | Wahlen 1823 | 1824 | 1825 | 1826 | 1827 | ► | ►►

Weitere Ereignisse
Die Liste der Wahlen 1823 umfasst Parlamentswahlen, Präsidentschaftswahlen, Referenden und sonstige Abstimmungen auf nationaler und subnationaler Ebene, die im Jahr 1822 weltweit abgehalten wurden.
Das damalige Wahlrecht entsprach typischerweise nicht den Wahlrechtsgrundsätzen der direkten, geheimen und gleichen Wahl. Zeittypisch waren oft nur kleine Teile der Bevölkerung wahlberechtigt, ein Frauenwahlrecht war nicht gegeben.
| Land         | Datum            | Link zur Wahl 1823 | Link zur letzten Wahl | Bemerkung |
| ------------ | ---------------- | ------------------ | --------------------- | --------- |
| Kirchenstaat | 2.–28. September | Konklave           | 1799–1800             |           |